# Filtro attivo

Un esempio di filtro attivo passa-alto. L'amplificatore operazionale, U1, è usato come buffer.

Un filtro attivo è un tipo di filtro analogico che è contraddistinto dall'uso di uno o più elementi attivi, come amplificatori o buffer. Tipicamente questi sono costituiti da una valvola termoionica, transistor o un amplificatore operazionale.
Due sono i motivi principali per cui è richiesto l'uso di filtri attivi. Il primo di questi è che l'impiego di un amplificatore permette di modificare la risposta in frequenza del filtro, cioè quanto velocemente riesce a passare dalla banda passante alla banda di interdizione. Per raggiungere lo stesso risultato con elementi passivi, è necessario usare degli induttori, che hanno la proprietà (in questo caso indesiderata) di captare i segnali elettromagnetici circostanti; inoltre sono spesso fisicamente ingombranti. Il secondo motivo è che l'amplificatore può essere usato come buffer tra il filtro e i componenti elettronici che pilota. Questo permette di limitare le interferenze di questi ultimi sul funzionamento del filtro.
Esistono diverse tipologie di filtri attivi. Alcuni di essi, esistenti anche in configurazione passiva, sono i seguenti:
- passa alto – attenuazione di frequenze inferiori alla frequenza di taglio.
- passa basso – attenuazione di frequenze superiori alla frequenza di taglio.
- passa banda – attenuazione delle frequenze superiori ed inferiori a quelle che vengono fatte passare.
- elimina banda – attenuazione di certi intervalli di frequenza, mentre altri vengono fatti passare.

Alcune note configurazioni di filtri attivi sono:
- Filtro Sallen-Key
- Filtro a variabili di stato